# Yunieski Ramírez
Yunieski Ramírez Martínez (Guantánamo, 13 febbraio 1986) è un giocatore di beach volley e pallavolista cubano naturalizzato portoricano, schiacciatore dei Capitanes de Arecibo.

## Carriera

### Beach volley
Gioca in coppia con Yoandri Kindelán, prendendo parte al campionato nordamericano: durante il circuito 2007 vince la medaglia di bronzo alla tappa di Boca Chica e quella d'oro alla tappa di Guatemala City; durante il circuito 2009 vince un bronzo, un argento ed un oro rispettivamente nelle tappe messicane di Tijuana, Manzanillo e Puerto Vallarta.

### Pallavolo

#### Club
Nella stagione 2012-13 intraprende la carriera indoor ed approda nella Liga de Voleibol Superior Masculino, giocando per due annate coi Changos de Naranjito, ricevendo inoltre la nazionalità sportiva portoricana, che gli permette di partecipare come giocatore locale; nel 2014, al termine degli impegni con la franchigia, approda in Kuwait al Kazma. Nella stagione 2014 passa ai Mets de Guaynabo, coi quali raggiunge la sua prima finale scudetto; al termine della breve stagione portoricana, approda all'Al-Ahly in Egitto. Nella stagione seguente difende i colori dei Gigantes de Carolina, coi quali raggiunge le finali scudetto, entrando nuovamente nello All-Star Team del torneo.
Nel campionato 2017 approda ai Capitanes de Arecibo. Dopo un periodo di inattività, torna in campo nella stagione 2019 coi Caribes de San Sebastián, mentre in seguito alla cancellazione del campionato portoricano nel 2020, torna il campo coi Capitanes de Arecibo per disputare la Liga de Voleibol Superior Masculino 2021.

## Palmarès

### Pallavolo

#### Premi individuali
- 2014 - Liga de Voleibol Superior Masculino: All-Star Team
- 2015 - Liga de Voleibol Superior Masculino: All-Star Team

### Beach volley
- Campionato nordamericano - Tappa di Boca Chica
- Campionato nordamericano - Tappa di Guatemala City
- Campionato nordamericano - Tappa di Tijuana
- Campionato nordamericano - Tappa di Manzanillo
- Campionato nordamericano - Tappa di Puerto Vallarta